# Fausto Cercignani

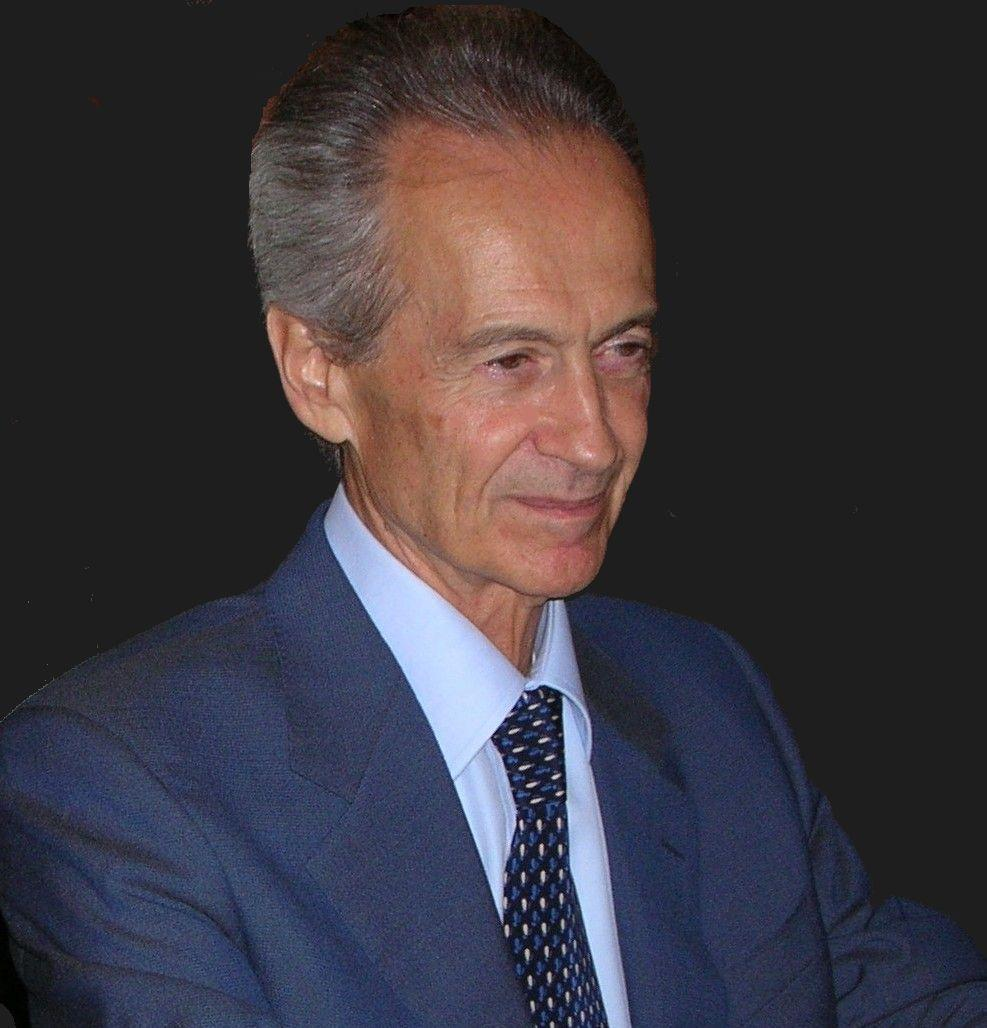
Fausto Cercignani em 2011.

Fausto Cercignani (Cagliari, em 21 de março de 1941) é um linguista, crítico literário, poeta e ensaísta italiano.

## Atividade
Nascido de pais toscanos, Fausto Cercignani estudou em Milão, onde se formou em línguas e literaturas estrangeiras. Em 1983, depois de ensinar História da Língua Inglesa e Filologia Germânica em universidades de Bérgamo (1971-1974), Parma (1974-1975) e Pisa (1975-1983), ele retornou a Milão para continuar a sua atividade na Universidade de Milão.

### História da Língua Inglesa
No campo de estudos de língua inglesa, é reconhecido por suas pesquisas sobre Shakespeare. Os seus artigos sobre pronúncia inglesa na época de Shakespeare (publicados em “Studia Neophilologica”, “English Studies” e outros periódicos académicos) antecipar sua obra principal Shakespeare's Works and Elizabethan Pronunciation (Oxford, 1981), que tem sido citado como «o melhor trabalho disponível» sobre o assunto.

### Filologia Germânica
No campo da Filologia Germânica, Fausto Cercignani escreveu sobre Germânico comum, Língua gótica, Inglês antigo e Língua alemã:
- The Consonants of German: Synchrony and Diachrony. Milano, Cisalpino, 1979.
- The Development of the Gothic Short/Lax Subsystem, em “Zeitschrift für vergleichende Sprachforschung”, 93/2, 1979, pp. 272-278.
- Early «Umlaut» Phenomena in the Germanic Languages, em “Language”, 56/1, 1980, pp. 126-136.
- Zum hochdeutschen Konsonantismus. Phonologische Analyse und phonologischer Wandel, em “Beiträge zur Geschichte der deutschen Sprache und Literatur”, 105/1, 1983, pp. 1-13.
- The Development of */k/ and */sk/ in Old English, em “Journal of English and Germanic Philology”, 82/3, 1983, pp. 313-323.
- The Elaboration of the Gothic Alphabet and Orthography, em “Indogermanische Forschungen”, 93, 1988, pp. 168-185.
- Saggi linguistici e filologici. Germanico, gotico, inglese e tedesco, Alessandria, Edizioni dell'Orso, 1992.

### Crítica Literária
Exerce a crítica literária de vários autores famosos: Jens Peter Jacobsen, Georg Trakl, Georg Büchner, Arthur Schnitzler, Wolfgang Goethe, Gotthold Ephraim Lessing, Hugo von Hofmannsthal, Rainer Maria Rilke, Alban Berg, E.T.A. Hoffmann, Robert Musil, Novalis, Joseph Roth, Franz Kafka, Thomas Mann, Friedrich Schiller e Christa Wolf.

## Obras de Poesia
Todas as obras de poesia de Fausto Cercignani são recolhidas em Scritture. Poesie edite e inedite, Torino 2015.
Experimenta a autotradução de textos literários.